# TV Hokkaido
Television Hokkaido Broadcasting, Co., Ltd. (conosciuta anche come: TVh, 株式会社テレビ北海道, JOHI-TV, JOHI-DTV) è una rete televisiva giapponese appartenente al network TXN che trasmette nella zona di Sapporo, nell'Hokkaidō.